# Boobrie

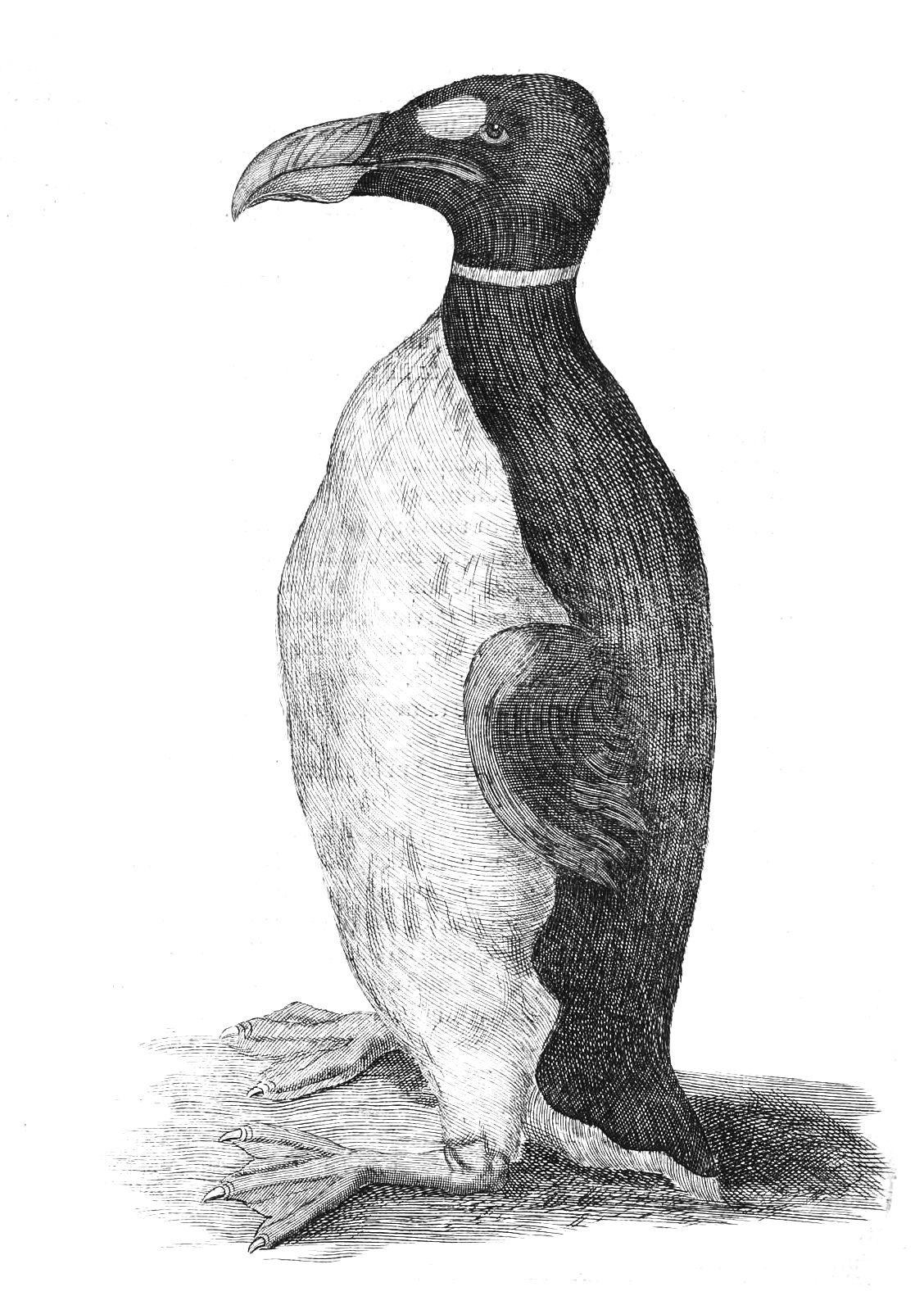
Pták podobný tučňákovi

Boobrie je mytologický vodní pták ve skotském folkloru. Vypadá jako potáplice lední, je černý, bíle skvrnitý a ozývá se strašidelným křikem. Má žít v zátokách a slaných studních. Někdy bývá ztotžňován s vodním koněm (kelpie, each uisge), 

## Podobné
each uisge